# Veliko Polje
Veliko Polje (in italiano tra le due guerre Pòglie Grande; nel XIX secolo in tedesco Gross Pulle) è un paese della Slovenia, frazione del comune di Sesàna, sulla catena collinare di Vrhe, che sovrasta la sponda destra del torrente Rassa (Raša).
La località è situata a 15,2 km a nord-est del capoluogo comunale e a 18,3 km dall'Italia.

## Storia
Dopo la caduta dell'Impero romano d'Occidente, e la parentesi del Regno ostrogoto, i Longobardi si insediarono nel suo territorio (come nel resto della Carniola), seguiti poi attorno al VI secolo da popolazioni slave. Alla caduta del Regno longobardo subentrarono quindi i Franchi; nell'887 Arnolfo, Re dei Franchi orientali, istituì la marca di Carniola; nel 957 la Carniola passò sotto l'autorità del Duca di Baviera e poi nel 976 nel Ducato di Carinzia appena costituito dall'imperatore Ottone II.

In seguito il Ducato di Carinzia passò, come ricompensa per i servigi resi all'imperatore Rodolfo I contro Ottocaro II di Boemia, a Mainardo II di Tirolo-Gorizia, ma nel 1335 alla morte del figlio di questi, Enrico di Carinzia e Tirolo, la regione venne affidata da Ludovico il Bavaro alla Casa d’Asburgo.

Con il trattato di Schönbrunn (1809) entrò a far parte delle Province Illiriche.

Col Congresso di Vienna nel 1815 rientrò in mano austriaca divenendo comune catastale autonomo, inquadrato nel Ducato di Carniola. Il comune comprendeva anche i villaggi di Jakouze (Jakovce), Urabtsche (Vrabče) e Tabor. In seguito tuttavia il capoluogo passò nell'ex frazione di Vrabče, mentre Polje (o Polje pri Vrabčah, ted. Groß Pule o Groß Pulje) ne divenne sua frazione.

Dopo la prima guerra mondiale entrò a far parte del Regno d'Italia. Il nome del paese venne italianizzato dapprima in Poglie e poi nel 1923 in Poglie grande.  Lo stesso anno il paese venne inquadrato nella Provincia del Friuli, sempre come frazione del comune di Vrabče, italianizzato nel frattempo anch'esso in Monte Uràbice.

Nel 1927, con la ricostituzione della Provincia di Gorizia venne assorbito, assieme al resto del comune, dal comune di San Vito di Vipacco.
Nel 1947, in seguito alla seconda guerra mondiale e ai Trattati di Parigi, il paese passò alla Jugoslavia. Dal 1991 fa parte della Slovenia.

## Geografia fisica

### Alture principali
Ter, 673 m; Ovčje brdo, 621 m; Trampuš, 607 m; Jelenca, 562 m

### Corsi d'acqua
torrente Rassa (Raša); Grižanski potok; Pasji rep.